# Estación de Ciudad del Cine
Ciudad del Cine es una estación de la línea ML-3 de Metro Ligero Oeste situada junto al área de ocio Kinépolis, en la Ciudad de la Imagen (Pozuelo de Alarcón). Abrió al público el 27 de julio de 2007.
Su tarifa corresponde a la zona B1 según el Consorcio Regional de Transportes.

## Accesos
- Ciudad del Cine C/ José Isbert, 20

## Líneas y conexiones

### Metro Ligero
| << cabecera    | < estación  | línea | estación > | cabecera >>        |
| -------------- | ----------- | ----- | ---------- | ------------------ |
| Colonia Jardín | José Isbert |       | Cocheras   | Puerta de Boadilla |

### Autobuses
| Diurnos   |                  |                                |                  |
| Línea     | Destino          | Parada                         | Operador         |
| 572       | Madrid (Aluche)  | 17369 José Isbert-Fernando Rey | Empresa Boadilla |
| Nocturnos |                  |                                |                  |
| Línea     | Destino          | Parada                         | Operador         |
| N905      | Madrid (Moncloa) | 17369 José Isbert-Fernando Rey | Empresa Boadilla |